# Bananasplit
Bananasplit is een Nederlands televisieprogramma, uitgezonden door de AVROTROS, dat van 1980 tot 2004 gepresenteerd werd door onder meer Ralph Inbar en van 2009 tot 2015 door Frans Bauer. In het programma worden met de verborgen camera gefilmde grappen getoond, waarbij zowel bekende als onbekende Nederlanders zijn betrokken.
Een eerder programma met dezelfde opzet was Poets, met Fred Oster als presentator. Een ander programma met dezelfde opzet is Wie het laatst lacht..., dat uitgezonden wordt op SBS6 en gepresenteerd wordt door Wendy van Dijk.
Sinds 2010 is een Belgische reeks van Bananasplit te zien op de Vlaamse zender VT4. Hier wordt het programma gepresenteerd door Hans Otten en Peter Van Asbroeck. Enkele jaren daarvoor had VTM een gelijkaardig programma Kan dit? met Erik Goossens.
In 2025 presenteerde Bauer een serie van zes terugblikken met als titel Het leukste van 45 jaar Bananasplit. Hierin kijkt hij samen met de slachtoffers oude fragmenten terug.

## Vanuit New York (1980-1982)
In eerste instantie, van 1980 t/m 1982, worden er filmpjes met de verborgen camera getoond van het Amerikaanse programma Candid Camera van Peter Dulay. In New York rijden presentatoren Ralph Inbar en Ed van Kan in een gele jeep met daarop een banaan rond en praten de filmpjes aan elkaar.

## Vanuit de studio met Ralph Inbar (1983-2004)

### Samen met Patty Brard
Vanaf 1983 komt het programma, dat als titel De Bananasplitshow heeft, vanuit de studio in Hilversum en maakt Inbar zelf verborgen-camera-filmpjes, waarin hij Nederlanders, zowel bekende als onbekende, in de maling neemt. Hij verzorgt zelf ook de studiopresentatie en doet dat samen met Patty Brard, de voormalige zangeres van de meidengroep Luv'. In de studio is ook publiek aanwezig en terwijl Ralph Inbar vanuit de regiekamer de Nederlandse filmpjes aankondigt, neemt Brard enkele leden van het publiek in de maling. In 1985 verdwijnt zij als presentatrice en neemt Inbar de presentatie alleen op zich.

### Scènes
Enkele scènes uit het programma:
- De Bananasplit-crew plaatst een telefooncel in de tuin van de Deense oud-voetballer Søren Lerby, op dat moment getrouwd met zangeres Willeke Alberti. Lerby laat weten dat hij hier absoluut niet van is gediend.
- Een verhuizer moet het schilderij De Nachtwacht vanuit het Rijksmuseum Amsterdam vervoeren, wegens onderhoud. Op het moment dat het enorme schilderij zich op straat bevindt, komt er een bromfiets aangereden die het doek aan flarden rijdt. De verhuizer heeft niet in de gaten dat het hier niet om het echte doek gaat, maar om een kopie (dit fragment werd ook uitgezonden in aflevering 8 van het eerste seizoen in 2009). Het filmpje wordt voorzien van commentaar door Hans Hogendoorn.
- De bekende goochelaar Hans Kazàn verlaat zijn auto en later keert hij weer terug. Tot zijn grote verbazing ziet hij dat het stuur ineens aan de andere kant is gemonteerd. In werkelijkheid heeft, in de tijd dat Kazàn afwezig was, de Bananasplit-crew zijn Nederlandse wagen omgeruild voor een identiek Brits model(Britse auto's hebben een stuur aan de rechterkant). De politieagent wordt gespeeld door Erik J. Meijer.

### Werkwijze
De gebruikelijke werkwijze was dat Ralph Inbar na enige tijd het beeld in kwam wandelen, waardoor het slachtoffer eindelijk begreep wat er gaande was. Als voorbeeld de scène waarin Sonja Barend kort voor het begin van een live-uitzending werd aangesproken door een jongetje dat haar voor de schoolkrant wilde interviewen.
Sonja: Hoe ben je hier eigenlijk binnengekomen?
Allard: Het is de bedoeling dat ik de vragen stel.
Na een aantal vragen:
Allard: Kijk je weleens naar Bananasplit?
Sonja: Bananasplit? Eh, dat is dat programma waarin mensen bij de neus worden genomen. Ik vind...
Ralph komt nonchalant de studio binnenwandelen.
Sonja: Wil jij een vreselijke draai om je oren hebben?
Soms werd ook gebruikgemaakt van niet zulke bekende acteurs, zoals Philip Woldringh, Erik J. Meijer en Paul Brandenburg.

## Reeks met Frans Bauer (2009-2015)
Vanaf 8 februari 2009 loopt een nieuwe serie met Frans Bauer. Het is zijn debuut als presentator. De afleveringen worden door zo'n drie miljoen mensen bekeken, waarmee het een van de succesvolste programma's op de hedendaagse Nederlandse televisie is. De eerste aflevering was zo'n succes dat de TROS al na vijf dagen besloot om een tweede serie uit te brengen. In de leader van het programma is een banaan te zien die als een raket wordt gelanceerd en na een lange reis uiteindelijk in de studio van Bananasplit belandt.
Bauer ontvangt in de afleveringen vanaf 2009 diverse gasten, waarmee van tevoren een grap uitgehaald was. Twee gasten konden niet in de studio aanwezig zijn, namelijk Jeroen van Koningsbrugge (uitzending 4, opname Ik hou van Holland) en Lee Towers (uitzending 5, vakantie). Er wordt telkens één grap uit de carrière van Inbar getoond, uit het Bananasplit-archief. Nieuw is "Fransie", de digitale versie van Bauer, die als zogenaamde hulp in automaten fungeert en op die manier gebruikers van bijvoorbeeld een parkeergarage of tankstation in de maling neemt.
Er zijn vier BN'ers geweest die niet konden lachen om de grappen die Bauer met hen uithaalde. Dit zijn Chris Zegers, Ron Brandsteder, Karin Bloemen en Henk Poort. Jan Keizer had van tevoren al door dat hij in de maling werd genomen.
In de laatste reguliere aflevering van 2009 traden De Toppers op met hun nummer "Shine", dat ze op het Eurovisiesongfestival ten gehore hebben gebracht. Op 26 december 2009 was er een speciale kerstaflevering. Deze extra lange aflevering had een lengte van 78 minuten en bevatte muzikale optredens van Bauer zelf, van de Bananabaritons (Ernst Daniël Smid, René Froger en Danny de Munk) en van de Frogers (René en zijn zoons Danny en Maxim).
In januari 2015 kwam er een zesde en vooralsnog laatste seizoen van Bananasplit met Bauer op de buis, waarbij het programma voortaan op locatie werd opgenomen.

## Bananasplitop VT4
Van 2010 tot 2011 liep Bananasplit ook in België op de commerciële zender VT4. De presentatoren waren Hans Otten en Peter Van Asbroeck. Twee bekende Vlamingen konden niet om de grap lachen.

### Piet Huysentruyt
Piet Huysentruyt en zijn vrouw zijn op vakantie in de Provence. Zijn dochter Marie komt hen daar bezoeken. Dit bezoek is meteen ook een soort van afscheid omdat Marie voor haar studies naar China vertrekt (wat ook effectief zo was). Marie en haar moeder, die ook in het complot zit, hebben gereserveerd in een lokaal restaurant waar ze regelmatig komen. 
Piet en zijn vrouw zijn al in het restaurant wanneer Marie aankomt. Tot verbazing van Piet heeft Marie nog een man meegebracht. Marie stelt hem voor als een 39-jarige vriend die mee naar China gaat om les te geven. Later vertelt ze dat hij haar vaste vriend is waarmee ze al 3 maanden een geheime relatie heeft. De jongen is veganist, onbeschoft, heeft in zowat alles de tegenovergestelde mening van Piet, ... Hij is in zowat alle opzichten de verkeerde man voor Marie. Later vraagt de man Marie ten huwelijk. Op het einde geeft Marie een afscheidscadeau aan Piet: babysokjes. Ze vertelt Piet dat ze zwanger is. Piet, die toen al emotioneel was ingestort, ziet het niet meer zitten.
Vervolgens komt Peter Van Asbroeck op. Piet beseft nog niet dat hij in een "verborgencameracomplot" zit en denkt dat Peter daar een toevallige passant is. Wanneer Piet daarna de cameraman ziet, begrijpt Piet wat er aan de hand is. Uit woede slaat Piet de cameraman neer.
Piet was woedend en vond de grap totaal ongepast. Later tijdens de Nacht van de Vlaamse Televisiesterren kreeg Piet Huysentruyt de kans om Hans Otten terug te pakken. Hans Otten werd tijdens een massage ingesmeerd met koeienstront, Otten trapte er met zijn twee voeten in.

### Véronique De Kock
Tijdens de opnames van het programma Huizenjacht werd er gefilmd in een klein kasteeltje. Plots valt de asurn van de nog niet zo lang overleden moeder op de grond. Véronique had de grap onmiddellijk door en vond ze eerder aan de flauwe en doorzichtige kant. Medepresentatrice Cara Van der Auwera trachtte nog te laten uitschijnen dat het geen grap was, maar haar poging was tevergeefs.
Tijdens een andere opname van Huizenjacht wordt Véronique lastiggevallen door een groepje puberende "Véronique"-fans die haar constant lastige vragen stellen en licht seksueel getinte opmerkingen geven. Wanneer Véronique weg is voor binnenopnames, hangen de jongens haar auto vol met post-its waarin ze hun liefde aan haar verklaren. Vervolgens gaan de jongens weg. Een tijdje later komt Véronique terug buiten en ziet ze haar volgeplakte auto. Ze kon niet lachen om de grap en wilde met het bewijsmateriaal naar de politie gaan om klacht in te leggen tegen onbekenden. Uiteindelijk kon de crew van Huizenjacht haar kalmeren en haar op andere gedachten brengen.
Opmerkelijk detail: Van Asbroeck noch Otten waren op die dag aanwezig. Véronique werd naar de studio gelokt om bijkomend commentaar te geven waarom het "asurn"-verhaal mislukt was. Nadat dat filmpje was getoond en Véronique haar verhaal had gedaan, gaven de presentatoren haar enkele post-its met daarop gelijkaardige teksten. Pas toen vernam Véronique dat ze werd beetgenomen door Bananasplit. Ze kon er toen wel om lachen.

## Overzicht Nederlandse seizoenen vanaf 2009

### Seizoen 2009
| Afl.              | Onbekende Nederlanders                         | Bekende Nederlanders | Bananasplit-archief                                                                                                | Fransie                                           | Datum van originele uitzending |
| ----------------- | ---------------------------------------------- | --- | --- | ------------------------------------------------- | ------------------------------ |
| 1                 | Circus in taxi                                 | Ali B – Halal-Bitterballen Leontien van Moorsel – Bushalte voor garage | Verhuizers (13 september 1991)                                                                                     | Parkeergarage (Parkie)                            | 8 februari 2009                |
| 2                 | Prik bij dokter (FC Den Bosch)                 | Corry Konings – Krakers in de villa Pieter van den Hoogenband – Interview voor goed doel | Taxichauffeur (13 november 1997)                                                                                   | Tankstation (Pompi)                               | 15 februari 2009               |
| 3                 | Nordic walking                                 | Thomas Berge – Meedoen met de Toppers Wolter Kroes – Meedoen met de Toppers Dries Roelvink – Meedoen met de Toppers Peter Beense – Meedoen met de Toppers | Songfestival met Ruth Jacott (30 april 1993)                                                                       | IJsbaan (Schaatsie)                               | 22 februari 2009               |
| 4                 | Toiletgebouw op camping                        | Patrick Kluivert – 3 honden in zijn auto Jeroen van Koningsbrugge – nieuwe gezicht van FBBS verzekeringen | Sloop van de auto (29 september 1987)                                                                              | Safari-begeleider (Safari)                        | 1 maart 2009                   |
| 5                 | Ziekenhuisdoolhof                              | Sonja Bakker – Van de weg gehaald tijdens motorrijles Lee Towers – Uitnodiging gouverneur van de Bahama's | Geen | Kapsalon (Knippie)                                | 8 maart 2009                   |
| 6                 | Sollicitatieprobleem (met Rasti Rostelli)      | Nick Schilder – Wangedrag met zijn auto Lucille Werner – midden in een relatieprobleem | Claxon (7 mei 1985)                                                                                                | Bioscoop (Filmpie)                                | 15 maart 2009                  |
| 7                 | Ratten verjagen bij sollicitatie               | Erica Terpstra – Inspreken van een luisterboek Erik Hulzebosch – Archeologische vondst onder huis | Verwisseling van de kist (1983)                                                                                    | Wasserette (Zeepie)                               | 22 maart 2009                  |
| 8                 | Tol betalen                                    | Gordon – Dans instuderen voor de Toppers Jeroen van der Boom – Dans instuderen voor de Toppers René Froger – Schokkend nieuws over songfestival tijdens vakantie | "Nachtwacht" vervoeren (29 maart 1983)                                                                             | Autowasserette (Wassie)                           | 29 maart 2009                  |
| 9 (kerst special) | Kerstman in taxi op Curaçao, Kerstbomenverkoop | Nance – Veiling met veilingstukken uit haar eigen huis (ook met Natasja en René Froger) Ernst Daniël Smid – Kerstbomenverkoop Danny de Munk – Gemeenteambtenaar komt langs vanwege vijvertax Frans Bauer – EHBO cursus (presentatie en voice-over door Mariska Bauer) | Natuurmonumenten (kort fragment Ernst Daniël Smid), Kerstlied televisie Verenigde Staten (Ernst Daniël Smid, 1999) | Kerstvragen (naam onbekend) Tuincentrum (Knallie) | 26 december 2009               |

### Seizoen 2010
Het tweede seizoen van Bananasplit met Frans Bauer als presentator begon op zondag 7 maart 2010. Hans Klok kon niet aanwezig zijn in de studio, vanwege optredens in Australië en de VS. Ook Huub Stapel was niet in de studio aanwezig. De negende aflevering was een kerstspecial, getiteld De Bananasplit Kerstshow 2010. Deze aflevering duurde een uur, exclusief reclame. Aan het begin van de aflevering zong Frans het liedje Ik laat de lichtjes voor je branden. Jeroen van der Boom zong tegen het einde van de aflevering het lied Werd de tijd maar teruggedraaid. Voor de actie Het Gooi Gooit het Blad Terug zijn er ook pogingen gedaan bij andere bekende Nederlanders bladeren terug te gooien. Onder andere bij Linda de Mol, Gordon, Marco Borsato en René Froger is de grap niet gelukt. Ook onbekende Nederlanders moesten aan deze actie geloven.
| Afl.              | Onbekende Nederlanders | Bekende Nederlanders | Bananasplit-archief                                                                              | Fransie                         | Datum van originele uitzending |
| ----------------- | --- | --- | ------------------------------------------------------------------------------------------------ | ------------------------------- | ------------------------------ |
| 1                 | Privéchauffeurs met volgelopen auto in wasstraat | Tatjana Šimić – Borstbeeld Tom Coronel – Sponsordeal met tweelingbroer Tim | Fruit proeven bij groentezaak                                                                    | Basisschool (Toetsie)           | 7 maart 2010                   |
| 2                 | Voorbijgangers helpen agent die vastzitten in publiek toilet | Oud-Bananasplit presentatrice Patty Brard – Baggervloot voor huis Dré Hazes jr – Douane Curaçao | Fiets om lantaarnpaal                                                                            | Afvalscheiding (Scheidie)       | 14 maart 2010                  |
| 3                 | Camera's op hotelkamers | Imca Marina – Belasting voor ereburgerschap van Italiaanse plaats Garda Yuri van Gelder – Aangezien voor crimineel tijdens het vissen                                                                         | Schoonmaaksters en laserstralen                                                                  | Treinkaartjes (Spoorie)         | 21 maart 2010                  |
| 4                 | Dieren nat houden, blijkt zeemeermin te zijn (Curaçao) | Sipke Jan Bousema – Denkt Jörgen Raymann in de maling te nemen als slangenbezweerder (Jörgen in complot) Jan de Hoop – Hond gearresteerd wegens bijtincident                                                  | Halve taxi (voorste gedeelte rijdt weg, achterste gedeelte, inclusief passagiers, blijft achter) | Strand (Beachie)                | 28 maart 2010                  |
| 5                 | Marsmannetje met raketpech | Hugo van Neck – Crimineel in pianowinkel (oorspronkelijk Jan Vayne, maar deze had de grap door) Belle Pérez – Toneelles                                                                                       | Schoonmakers in pizzeria moeten pizza's maken                                                    | Pasfoto's (Flitsie)             | 4 april 2010                   |
| 6                 | Bodyscan op vliegveld | Michael Boogerd – Bruiloft op Keniaanse ambassade Jannes – Studiogast bij Radio Nunspeet | Auto dwars in garage                                                                             | Discotheekportier (Dansie)      | 11 april 2010                  |
| 7                 | Eten in het restaurant, letterlijk vers van het land | Antoinette Hertsenberg – Signeren in boekhandel Hans Klok – Secret service screening in verband met optreden voor president Obama                                                                             | De circuswagen met aap heeft slot verloren                                                       | Dierenhotel (Blaffie)           | 18 april 2010                  |
| 8                 | Curaçao: VVV kantoor rekent gesprekskosten per minuut, en medische controles bij pontjesbrug                                                                      | Peter Faber en Huub Stapel – Kanon afschieten bij vestingmuseum in Naarden op Vaderdag Lieke van Lexmond – Een roos wordt naar haar genoemd, maar kan de roos het wel met haar vinden...?                     | De sloopkogel                                                                                    | Bibliotheek (Biepie)            | 25 april 2010                  |
| 9 (kerst special) | Bananasplit-familie neemt familieportret; Kerstmannen rennen in het rond; Hondje van de baas in kerstpakketten; Vreemde artikelen bij inpakken van kerstpakketten | Grad Damen – Aangehouden als vuurwerksmokkelaar Rossana Kluivert, Erik de Zwart en Jeroen van der Boom – Opgehaalde bladeren worden weer in de tuin teruggestort wegens actie "Het Gooi Gooit het Blad Terug" | n.v.t.                                                                                           | Schaatsverhuurautomaat (IJssie) | 25 december 2010               |

### Seizoen 2011-2012
Eind 2011, tijdens de kerst, begon het derde seizoen van Bananasplit met Frans Bauer als presentator.
| Afl. | Onbekende Nederlanders | BananaBuis                        | Bekende Nederlanders | Bananasplit-archief                                                                 | Fransie                       | Datum van originele uitzending | Kijkcijfers |
| ---- | --- | --------------------------------- | --- | ----------------------------------------------------------------------------------- | ----------------------------- | ------------------------------ | ----------- |
| 1    | Voorbijgangers helpen met openbreken van deur van auto Marianne Weber; Studenten komen zelfbouw boekenkast in elkaar zetten; 'Luxe' strandchalet                                                                        | Ondeugende filmpjes               | Martin Gaus – Afzuiginstallatie van buren op zijn terrein en glazen branddeur met uitzicht op het zwembad in zijn tuin                 | Stress- en opwindingsonderzoek (Peter Timofeeff)                                    | Opticien (Brillie)            | 25 december 2011               | 1.392.000   |
| 2    | 3D-filmbeleving; Chauffeur van trouwauto is getuige van overspel van bruidegom, en bruid die door het lint gaat als ze erachter komt; Vrouw die de weg kwijt is; Blinde man op scooter                                  | Sport                             | Remy Bonjasky – Fotoshoot met luchtballon die opstijgt met daarin alleen zijn vriendin Stephanie van der Schley, die hoogtevrees heeft | In afvalbak wachten om foto's te maken van Máxima Zorreguieta (Joop van Tellingen)  | Orthodontist (Orthi)          | 26 december 2011               | 1.894.000   |
| 3    | Levensechte beelden in wassenbeeldenmuseum; Verhuizen is topsport; Bloemenstal over auto op parkeerplaats | Een natte boel                    | Jaap Buijs – Shownieuws heeft een item over asociaal vaargedrag met zijn boot                                                          | Tv-spotje voor de natuur (Rob Fruithof)                                             | Autoverhuur (Wielie)          | 15 januari 2012                | 2.132.000   |
| 4    | Auto van Willibrord Frequin op de schroothoop; oma blijkt een duo te zijn (thuiszorg); Brandweermannen maken binnenstad onveilig                                                                                        | "Kieken naar leuke kiekjes"       | Sieneke en Mari van de Ven – Vast in een gondel (Gerard Joling in complot)                                                             | Plagiaat (Bas van Toor)                                                             | Snoepautomaat (Snoepie)       | 22 januari 2012                | 2.157.000   |
| 5    | Plasmaschermen vallen van muur in elektronicawinkel; Hockeyspelers halen inenting bij GGD; Proefdraaien bij bedrijf dat dieren opzet                                                                                    | Auto's                            | Henk Bres – Videoband van Bananasplitgrap uit 1999 ophalen bij Tros-archief                                                            | Wachten in kast op surprise party, terwijl ruimte wordt veranderd (Henk Bres, 1999) | Indoor skibaan (Snowie)       | 29 januari 2012                | 1.773.000   |
| 6    | Nieuwe auto voor vrouw van John van den Heuvel afleveren; Oppassen op kind met paranormale gaven; Chirurgen maken de straat onveilig                                                                                    | Sneeuw                            | Jody Bernal, Eric van Tijn (en Viktor Brand) – Valet parking (Patty Brard in complot bij Viktor; Viktor niet in studio aanwezig)       | Autoverkoop aan de straat (Frans Bauer)                                             | Tankstation (Pompi) herhaling | 5 februari 2012                | 1.809.000   |
| 7    | Glazenwasser treft Kim Holland aan, vastgebonden aan bed; Student/klusjesman zet boekenkast in elkaar; Politiebrigade maakt binnenstad onveilig                                                                         | Wat ergeren mensen zich toch snel | Bert Kuizenga, Ad Janssen en Johan Vlemmix – Beveiligingscontrole voor opnames TROS jubileum uitzending                                | Spullen afgeven aan patiënt in ziekenhuis, buiten bezoekuren (Maarten Spanjer)      | Sluiswachter (Sluissie)       | 12 februari 2012               | 1.866.000   |
| 8    | Beveiliging Efteling ziet sprookjes tot leven komen (Hans Kazàn in het complot); Tuinmannen verplaatsen 'oneindige' hoeveelheid hout; 8 mannen maken binnenstad onveilig (herhalingen eerdere afleveringen dit seizoen) | wc                                | Frans Duijts – Politie steelt auto bij controle                                                                                        | Wisseltruc met auto: stuur aan andere kant (Hans Kazàn)                             | Bouwmarkt (Klussie)           | 19 februari 2012               | 1.973.000   |

Aan het einde van de achtste en laatste aflevering van dit seizoen, werden gedurende een minuut of drie nog enkele fragmenten van het hele seizoen kort herhaald.

### Seizoen 2013
Tijdens de eerste, tweede en laatste aflevering van dit seizoen werden er fragmenten uit het Bananasplit-archief getoond. Vanaf de derde aflevering was het onderdeel Bananasplit on Tour te zien, waarin beelden uit buitenlandse verborgencameraprogramma's werden getoond. Ook nieuw dit seizoen was onder andere het onderdeel FC Bananasplit, waarin onbekende Nederlanders worden aangenomen voor posities bij FC Den Bosch. De betreffende baan blijkt telkens anders te verlopen dan ze aanvankelijk dachten. Verder is ook het BananaSplit Nieuws (BSN) nieuw. Het BSN, voorgelezen door Edvard Niessing, betrekt de toehoorder rechtstreeks bij de nieuwsuitzending. Als het BSN wordt uitgezonden op een basisschool, dan betreft dit altijd een uitzending van het Bananasplit Jeugdjournaal. Aflevering 7 stond in het teken van de troonswisseling.
| Afl. | Onbekende Nederlanders | FC Bananasplit | Bekende Nederlanders | Bananasplit-archief / Bananasplit On Tour | Bananasplit Nieuws (BSN) | Datum van originele uitzending | Kijkcijfers |
| ---- | --- | --- | --- | --- | ------------------------ | ------------------------------ | ----------- |
| 1    | Wegafsluiting bij het Naardermeer, vanwege overstekende 'edelherten'; Bloemenbezorger bezorgt bloemetje bij studio van EenVandaag en wordt aangezien voor de voorzitter van de Oranjevereniging (presentator Bas van Werven in complot)                  | Terreinknecht heeft onder andere moeite met de op afstand bestuurbare lijnentrekker                                                                | Xander de Buisonjé – Producer en goede vriend van Xander rijdt tegen oldtimer van zogenaamde Franse top producer aan                                                                              | Spelers van FC Den Bosch krijgen oproep van de GGD voor een inentingsprik (2009) | Basisschool in Hilversum | 10 maart 2013                  | 1.875.000   |
| 2    | Een bord met kletskoppen erop komt omhoog (als hoed) uit een tafel wanneer iemand er een wilt pakken; Een man moet lingerie bezorgen van de collectie van zangeres Do, ondertussen staat ze naakt in plaats van in lingerie op het bestelbusje           | De letters van een reclamebord worden continu gewisseld zodat een werknemer die telkens weer goed moet zetten                                      | Raemon Sluiter – Wordt in verlegenheid gebracht door zijn vriendin Fatima Moreira de Melo (ook in het complot) die door het lint gaat vanwege 'ongewenste' musici in een restaurant               | In Zuid-Afrika (net na de afschaffing van de apartheid) is een tolweg ingesteld en zwarten mogen doorrijden, terwijl blanken moeten betalen | Kapsalon in Tilburg      | 17 maart 2013                  | 2.152.000   |
| 3    | Lang wachten voor 'attractie' in pretpark; Invalkracht bij artiestenkantoor interviewt Hans Klok look-alikes, waaronder de echte Hans in vermomming | Notuliste notuleert bestuursvergadering die steeds vreemder verloopt                                                                               | Jan des Bouvrie, Jean-Marie Pfaff en Charly Luske – Trouwjurk van vrouw/dochter vliegt in brand als die wordt opgehaald na een tentoonstelling                                                    | Doodskist in de lift, airco aanzetten bij kapsalon, oppas krijgt te maken met geest van overleden zusje (Brazilië) | Basisschool in Soest     | 24 maart 2013                  | 1.939.000   |
| 4    | Vrouw in witgoedzaak vraagt klanten haar te helpen terwijl ze zich uitkleedt om haar natte kleding te drogen met een droger; Secretaresse probeert cadeaus voor minnares (Fajah Lourens, in het complot) verborgen te houden voor de vrouw van haar baas | Shirts en broeken moeten gewassen en gevouwen worden, waarna ze worden opgeborgen (wisseltruc met o.a. uit/thuis-shirtjes)                         | Yes-R – Onder het mom van 'een heitje voor een karweitje' wassen kinderen van de scouting zijn auto, wat leidt tot diverse deuken                                                                 | Vrouwen met korte rokjes op paard helpen, masseur met vrouwelijke klanten heeft overdreven grote nep-erectie, serveerster met grote boezem leunt voorover bij opnemen bestellingen (Rusland)                                                                                       | Tandarts in Waalwijk     | 31 maart 2013                  | 1.790.000   |
| 5    | Op hol geslagen kettingzaag in Park in Amersfoort; verborgen luidspreker laat crash horen in stad; In Baarle-Nassau deelt Dennie Christian als Duitse politieagent boetes uit                                                                            | Delegatie uit Dubai ziet nieuwe assistent sportmanager aan voor topkeeper                                                                          | Annette Barlo – Grote hoeveelheid coniferen afgeleverd in plaats van de bestelde eikenbomen | Auto rolt weg en zinkt in plas/moeras (Duitsland) | Basisschool in Soest     | 7 april 2013                   | 1.805.000   |
| 6    | Lek in dolfijnenaquarium van Dolfinarium Harderwijk; Voormalig commissaris van de Koningin Ed Nijpels (in het complot) laat timmermannen planken op maat zagen voor boekenkast                                                                           | Secretaresse moet geheime opstelling bewaken, maar spelers passen die eigenhandig aan. Dan wordt ze ook nog herhaaldelijk gebeld door journalisten | Raffaëla – Tijdens televisieprogramma De beste zangers van Nederland op Ibiza: bang van sprinkhanen, proef waterkwaliteit kraan op haar kamer, weer terug in Nederland onderzoek bij tropendokter | Thierry l'Hermite ziet op televisie zijn beste vriend (Richard Guérie) een voetbalveld op lopen en een goal scoren, om vervolgens te worden afgevoerd door de beveiliging. Na een interview loopt hij wederom het veld op, deze keer naakt, en gaat op het doel zitten (Frankrijk) | Zonnestudio in Amsterdam | 14 april 2013                  | 1.793.000   |
| 7    | Op DierenPark Amersfoort moet Máxima met spoed naar het toilet; Bloemenbezorger bezorgt bloemetje bij studio van EenVandaag (extra beelden van uitzending 10 maart 2013)                                                                                 | Verhuizers verhuizen o.a. kist met koninklijk servies voor expositie                                                                               | Bert Koops, William Bossong (beide van Mooi Wark) en Quintis Ristie – Boekje schrijven n.a.v. troonswisseling                                                                                     | Fotograaf Joop van Tellingen wacht in afvalbak om foto's te maken van Máxima (circa 1999); Koningin laat appels kopen terwijl ze vanuit haar auto toekijkt (Engeland) | Basisschool in Hilversum | 21 april 2013                  | 1.997.000   |

### Seizoen 2014
Het vijfde seizoen, wederom met Frans Bauer als presentator, heeft een geheel nieuwe opzet. Het programma is verplaatst van de zondagavond naar de zaterdagavond. De duur van de afleveringen is dit seizoen 30 minuten, tegen 60 minuten voor voorgaande seizoenen. Daarnaast zijn de studiogesprekken met de bekende Nederlanders vervallen, en zijn de diverse onderdelen aangepast.
De afleveringen beginnen steeds met een aantal korte fragmenten van minder dan een minuut, waarin onbekende Nederlanders met vreemde, onverwachte, en grappige situaties worden geconfronteerd. Deze grappen worden uitgehaald door een aantal vaste Bananasplit-medewerkers. Daarna gaat een van deze medewerkers aan de slag bij een bedrijf, waar klanten op een geheel eigen manier geholpen worden. Frans bereidt dit steeds voor, samen met de medewerker, op boerderij Bauerhoff, waar onder andere een outfit wordt uitgezocht. In het derde onderdeel worden onbekende Nederlanders in de maling genomen, waarbij een of meerdere bekende Nederlanders in het complot zitten. In het laatste onderdeel bezoekt Juf Janneke een basisschool, en geeft dan diverse kinderen een vreemde opdracht.
| Afl. | Bedrijf | Bekende Nederlanders | Basisschool                                                                                                   | Datum van originele uitzending | Kijkcijfers |
| ---- | --- | --- | --- | ------------------------------ | ----------- |
| 1    | Wilma verkoopt taarten. Ze laat ze vallen en propt ze in de dozen.                                                            | Lucille Werner – Verhuisgrap: Verhuizers verhuizen antieke spullen 'van recent overleden oma', die per ongeluk in een vuilniswagen belanden                          | Abcoude – Kinderen bakken cupcakes, en Dennis de papegaai laat ze stoute dingen doen als de juf even weg is   | 1 maart 2014                   | 1.315.000   |
| 2    | Dick staat klanten van bouwmakt te woord die goederen terug brengen. Hij maakt ze zelf kapot, en wil ze dan niet terug nemen. | Kees Tol, Jan Smit, Jenny Smit (zus van Jan) – Sloopgrap: Medewerker sloopbedrijf sloopt voorgevel van Kees nieuwe huis, maar had eigenlijk ander huis moeten slopen | Amersfoort – Kinderen eten chocoladerozijnen voor reclamefilmpje op, en konijnenkeutels dienen als vervanging | 8 maart 2014                   | 1.369.000   |
| 3    | | Herman den Blijker – | | 15 maart 2014                  | 1.521.000   |
| 4    | | | | 22 maart 2014                  | 1.711.000   |

## Dvd
Er zijn twee dvd's van Bananasplit uitgekomen, één genaamd "Hoe Bolle Bart de beer bijna een bolletje werd", met de grap met Erica Terpstra uit aflevering 7 van het seizoen 2009 (hiervan werd beloofd een dvd uit te brengen), en één met alle hoogtepunten uit dat seizoen. Ook is enkele jaren geleden een dvd uitgebracht met de beste grappen uit de periode van Ralph Inbar. Deze dvd heet Bananasplit 1.